# Juan José Nieto Gil
 (décembre 2008).
Si vous disposez d'ouvrages ou d'articles de référence ou si vous connaissez des sites web de qualité traitant du thème abordé ici, merci de compléter l'article en donnant les références utiles à sa vérifiabilité et en les liant à la section « Notes et références ».
Juan José Nieto Gil (24 juin 1805 - 16 juillet 1866) est un romancier, général et homme d'État au cours des guerres civiles qui suivent l'indépendance de la Colombie.
Unique président d´ascendance africaine de l'histoire de la Colombie, il suscite l’antipathie des élites blanches du pays. Son portrait officiel a été blanchi à Paris, puis placé dans les caves des archives de Carthagène. En 1974, la couleur de peau originelle est restaurée sur ce portrait,.
Il reste largement méconnu des Colombiens.